# Pere Nuez Pérez
Pere Nuez Pérez (en esperanto Petro Nuez) (1927-1984) va ser un comptable, georgista i esperantista català.
Va aprendre la llengua auxiliar internacional esperanto el 1956 i des de llavors va participar activament al moviment esperantista, sobretot com a professor de la llengua. Va ensenyar a diversos llocs, com a la Cooperativa de Teixidors de Gràcia, que estava situada a l'actual Teatreneu. És autor d'un curs elemental d'esperanto que l'any 1984 s'editava per desena vegada. També va revisar el diccionari Lexicón Sopena esperanto-castellà i castellà-esperanto. Va ser el responsable del servei de coordinació de la Federació Espanyola d'Esperanto a Catalunya, així com el principal organitzador de diverses trobades esperantistes a la província de Barcelona. El 1980 va ser un dels fundadors de l'Associació Catalana d'Esperanto. Als Jocs Florals Internacionals de 1982, organitzats per Gabriel Mora i Arana i presidits per Manuel Casanoves, Pere Nuez va guanyar una menció honorífica pel seu poema Marista Amo (Amor mariner). També va ser membre de l'Associació Universal d'Esperanto. Alguns dels seus alumnes van ser Joan Ramon Guiñón i Roset o el lingüista Lluís de Yzaguirre.
A més de la seva faceta d'esperantista, Pere Nuez va ser un seguidor i promotor de la doctrina econòmica de Henry George, que havia introduït a Catalunya el també esperantista Jesús Paluzíe i Borrell. Sobre aquesta matèria, Pere Nuez va donar xerrades i conferències a llocs com el Club d'Amics de la UNESCO de Barcelona, on el 10 de maig de 1980 va impartir la conferència Una realitat econòmica. Quatre anys de georgisme a Dinamarca. Alguns dels seus deixebles esperantistes també han estat georgistes, com Joan Manuel Alarcón. Al morir, la seva vídua i també esperantista Maria Garcés i Coll va llegar el seu arxiu personal a l'Associació Catalana d'Esperanto, la biblioteca de la qual porta des de llavors el nom de Biblioteca-Arxiu Petro Nuez.